# Hermann Brunner
Hermann Brunner lub Otto Brunner – fikcyjna postać z polskich: czarno-białego spektaklu telewizyjnego Stawka większa niż życie (1965–1967), czarno-białego serialu telewizyjnego Stawka większa niż życie (1967–1968), serii komiksowej i książek pod tym samym tytułem oraz filmu akcji pod tytułem Hans Kloss. Stawka większa niż śmierć (2012).

## Charakterystyka postaci
W serialu, teatrze telewizji i powieści nigdy nie pojawił się głębszy życiorys Brunnera. W spektaklu „Okrążenie”, trzymającemu go na muszce Klossowi mówi, że […] nadszedł już czas wrócić do żony, dzieci […], nie wiadomo jednak czy było to szczere wyznanie. W opowiadaniu „Wsypa” opisany został jako miłośnik złota, posiadający gruby złoty sygnet, złote zęby oraz złote monogramy na papierośnicy, portfelu i teczce. Słynął ze swojej brutalności oraz cynizmu. W serialu oraz w spektaklach teatrze telewizji nosi imię Hermann, natomiast w powieści oraz w komiksie – Otto.
Hermann/Otto Brunner był oficerem Allgemeine SS, pracującym w czasie wojny w okupowanym Radomiu. Wzbogacił się tam dzięki napadowi na szefa hitlerowskiej administracji cywilnej, który obłowił się kosztem żydowskich mieszkańców miasta. Początkowo podlega tam komendantowi Sipo-SD na dystrykt Geiblowi (nie zostało sprecyzowane czy jest jego zastępcą czy szefem sekcji Gestapo odpowiedzialnej za kontrwywiad i działania wymierzone w ruch oporu), później sam piastuje to stanowisko. Po wyzwoleniu tych terenów razem z poznanym tam Hansem Klossem trafił do oblężonego Tolberga (w powieści miejscowość nazywa się Kolberg) gdzie demaskuje go jako agenta polskiego i radzieckiego wywiadu.
W zakończeniach serialu i powieści jego losy zostały przedstawione zupełnie inaczej niż w teatrze telewizji. W spektaklu „Koniec gry” Brunner zginął zabity przez SS-Gruf Martina w oblężonym Berlinie, w odcinku i opowiadaniu „Poszukiwany Gruppenführer Wolf” został wzięty do niewoli w mundurze żołnierza Wehrmachtu przez Amerykanów. Po zakończeniu prac nad serialem i wydaniu powieści Andrzej Szypulski i Zbigniew Safjan napisali w latach 70 opowiadanie dziejące się w czasach im współczesnych. W nim to były agent J-23 jako Jean Kloss-Moczulski, reporter francuskiego tygodnika „Les études économiques”, tropi w Ameryce Południowej organizację „W” założoną przez ukrywających się nazistów. Jej szefem jest właśnie Brunner ukrywający się jako dr Gebhert. W filmie Hans Kloss. Stawka większa niż śmierć dowiadujemy się, że Brunner wyemigrował do Argentyny (prawdopodobnie przy pomocy organizacji ODESSA), skąd przyjechał na pogrzeb Otto Skorzennego wplątując się następnie w poszukiwania Bursztynowej Komnaty spotykając zarówno Stanisława Kolickiego jak i prawdziwego Hansa Klossa.

## Odtwórcy postaci i jej pierwowzory

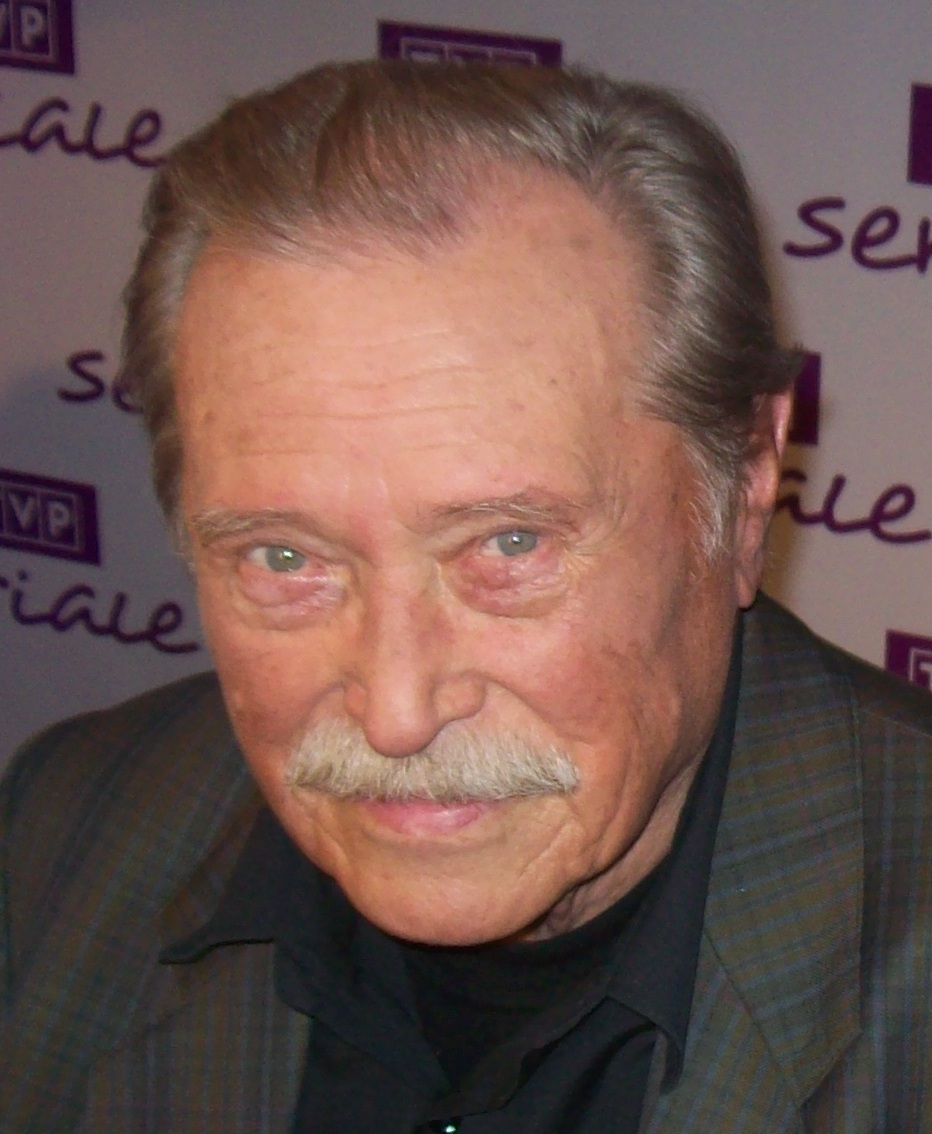
Emil Karewicz (2012), odtwórca roli Hermanna Brunnera

Brunner pojawił się w trzech częściach wersji teatralnej „Stawki”, w pięciu odcinkach serialu filmowego, a także w pięciu opowiadaniach – był najczęściej pojawiającym się oficerem SS w „Stawce”. Postać odtwarzał aktor Emil Karewicz, któremu rola ta przyniosła rozpoznawalność. W filmie Hans Kloss. Stawka większa niż śmierć, Brunnera w retrospekcjach grał Piotr Adamczyk, natomiast odtwórcą postaci w czasach „zimnej wojny” pozostał Emil Karewicz.
Pierwowzorem fikcyjnego Brunnera mógł być SS-Haupsturmführer Alois Brunner, Austriak, podoficer a następnie oficer Gestapo, zbrodniarz wojenny odpowiedzialny za deportacje setek tysięcy Żydów z Niemiec, Austrii, Polski, Grecji, Bułgarii, Francji i Słowacji do obozów koncentracyjnych. Określany jest czasem pseudonimem „Brunner I” dla odróżnienia od „Brunnera II” – Antona, również członka NSDAP, odpowiedzialnego za deportację ludności żydowskiej (nie należał jednak do SS). Inspiracji do powstania tej postaci można szukać także pośród czarnych charakterów z powieści Baron von Goldring takich jak SS-Brigadeführer Wilhelm „Willi” Berthold, SS-Sturnmbannführer Johann (Hans) Müller, SS-Haupsturmführer Paul Kubis i SS-Sturmbannführer Lemke.

## Kwestia stopni i odznaczeń
W różnych odcinkach nosi on różne baretki odznaczeń. Zawsze ma jednak zawieszony na lewej kieszeni Krzyż Żelazny I klasy – wśród funkcjonariuszy Sipo-SD odznaczenie dość rzadkie, gdyż przyznawane było za zasługi w walce na froncie.
Hermann Brunner wystąpił w pięciu odcinkach telewizyjnych / opowiadaniach z opowieści „Stawki większej niż życie”. W odcinkach „Ściśle tajne”, „Oblężenie” i „Poszukiwany Gruppenführer Wolf” (opowiadania opublikowane pod tymi samymi tytułami) był w randze Sturmbannführera (major SS) natomiast w odcinkach „Edyta” (opowiadanie pt. „Kuzynka Edyta”) i „Wielka wsypa” (opowiadanie pt. „Wsypa”), dziejących się wcześniej niż dwa ostatnie z wcześniej wymienionych, Hauptsturmführera (kapitan SS). Irmina Kobus błędnie tytułuje Brunnera Sturmführerem, chociaż nazwa tego stopnia została przed wojną zmieniona na Untersturmführer (podporucznik SS), której jednak Hermann w serialu nie posiadał.
W teatralnej wersji 14. odcinka serialu, który jako spektakl nosił tytuł „Kryptonim Edyta” był Obersturmführerem (porucznik SS), natomiast w „Okrążeniu” oraz w ostatnim spektaklu pierwszej serii pt. „Koniec gry” ponownie jest Sturmbannführerem.